# Borís Piotrovski
Borís Borísovich Piotrovski (en ruso: Бори́с Бори́сович Пиотро́вский; San Petersburgo, Imperio ruso; 1 de febrerojul./ 14 de febrero de 1908greg. - Leningrado, Unión Soviética, 15 de octubre de 1990) fue un académico, historiador orientalista y arqueólogo soviético que estudió las antiguas civilizaciones y Nubia. Es conocido como una figura clave en el estudio de la civilización urartiana del sur del Cáucaso. Desde 1964 hasta su muerte en 1990 fue director del Museo del Hermitage en Leningrado (actual San Petersburgo).

## Biografía
Borís Piotrovski nació en San Petersburgo (imperio ruso) en 1908. Se especializó en historia y arqueología de la región del Cáucaso y, a partir de la década de 1930, comenzó a familiarizarse con la civilización urartiana. Fue el jefe de las excavaciones de 1939 que descubrieron la fortaleza urartiana de Teishebaini en Armenia (conocida en armenio como Karmir Blur o Colina Roja). La evidencia encontrada ha sido clave para comprender la civilización urartiana. Piotrovski dirigió nuevas excavaciones en Armenia en los asentamientos antiguos de Tsovinar, Redkig-lager, Kirovakán (actual Vanadzor) y Aygevan hasta 1971.
Sin embargo, estas no fueron las únicas contribuciones de Piotrovski en el campo arqueológico, también trabajó en otras partes del Cáucaso, especialmente en la cultura escitas. En 1961, fue puesto a la cabeza de una expedición de la Academia de Ciencias de la URSS para estudiar los monumentos del pueblo nubio en Egipto. También pasó 26 años como Director del Museo del Hermitage. También fue el supervisor del renombrado arqueólogo armenio Gregory Areshian. El Hermitage celebra una conferencia anual en su honor.
Murió de una hemorragia cerebral el 15 de octubre de 1990 a la edad de 82 años y fue enterrado en el Cementerio Ortodoxo de Smolensk en Leningrado.
Estaba casado con la también arqueóloga y epigrafista de origen armenio Ripsimé Djanpoladián (1918-2004) y su hijo Mijaíl Piotrovski es un experto orientalista e islamólogo y actual director del Museo del Hermitage de San Petersburgo. Desde mayo de 2013, es decano de la Facultad Oriental de la Universidad Estatal de San Petersburgo.

## Obras publicadas
A lo largo de su vida, publicó más de 200 obras en los campos de la arqueología, la historia y el arte. Una de sus obras más importantes es La historia de Urartu y su cultura, publicada en 1944 y que recibió el Premio Estatal de la URSS en 1946. Otras obras notables incluyen:
- Urartu: El reino de Van y su arte (1967)
- La antigua civilización de Urartu (1969)
- El Hermitage: su historia y colecciones (1982)

## Condecoraciones

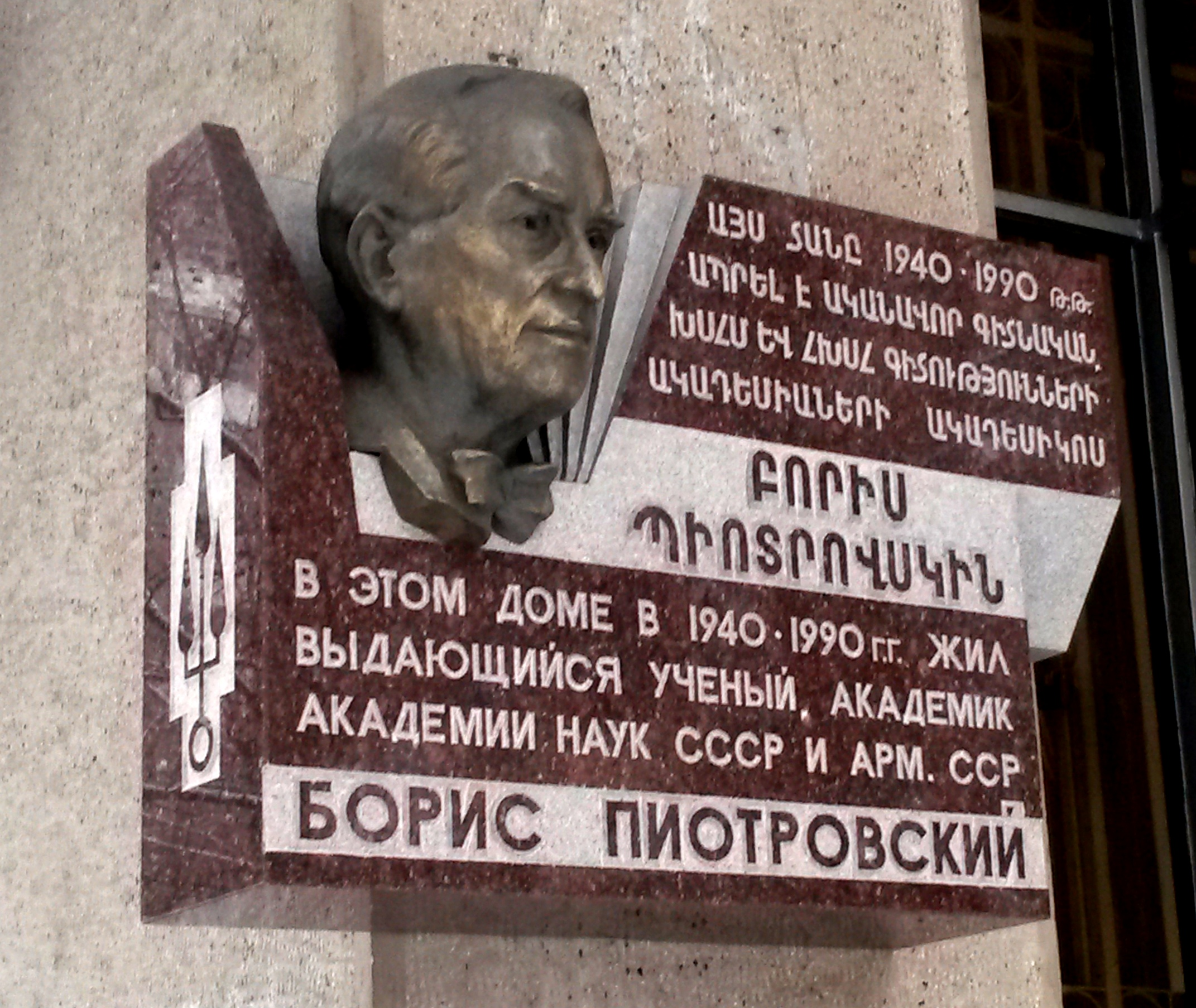
Placa en honor de Borís Piotrovski en la calle Zakián en Ereván (Armenia)

- Héroe del Trabajo Socialista (1983)
- Orden de Lenin, tres veces
- Orden de la Revolución de Octubre
- Orden de la Bandera Roja del Trabajo, tres veces
- Medalla por la Defensa de Leningrado
- Medalla por el Trabajo Valiente en la Gran Guerra Patria 1941-1945
- Medalla Conmemorativa por el Centenario del Natalicio de Lenin
- Medalla Conmemorativa del 250.º Aniversario de Leningrado
- Medalla Conmemorativa del 20.º Aniversario de la Victoria en la Gran Guerra Patria de 1941-1945
- Medalla Conmemorativa del 30.º Aniversario de la Victoria en la Gran Guerra Patria de 1941-1945
- Medalla Conmemorativa del 40.º Aniversario de la Victoria en la Gran Guerra Patria de 1941-1945
- Artista de Honor de la RSFS de Rusia
- Científico de Honor de la RSS de Armenia
- Comendador de la Orden de las Artes y las Letras (Francia)
- Orden de los Santos Cirilo y Metodio (Bulgaria)